# St. Paul's Walden
St. Paul's Walden är en civil parish i Storbritannien.   Den ligger i grevskapet Hertfordshire och riksdelen England, i den södra delen av landet, 40 km norr om huvudstaden London.